# Fashionably Late (canção)
"Fashionably Late" é o segundo single do álbum, Fashionably Late, da banda Americana Falling in Reverse lançado em dia 21 de maio de 2013.

## Fundo
Após o lançamento de "Alone", o primeiro single e clipe de seu segundo álbum, em 17 de junho, que chocou o publico e críticos. Além de ter acumulado em uma semana mais de um milhão e meio de acessos, e também se tornou uma das músicas mais transmitidas em todo o mundo, bem como a canção mais viral do Reino Unido. O segundo single e também faixa-título, "Fashionably Late", foi lançado em 21 de maio de 2013. O lyric video da canção passou de 200 mil acessos após o primeiro dia de lançamento no YouTube. O foco da música gira em torno de Ronnie Radke fazer sexo com as melhores amigas da sua namorada porque ela está atrasada para uma reunião. Em entrevista, foi descrita por Radke como uma "canção [que] fala de transar com todas as amigas da minha ex".

## Recepção

### Performance
O single "Fashionably Late" esteve em em segundo lugar como a mais viral canção na internet entre 20 de maio a 26 de maio no mundo. O single também esteve na posição 46 da Billboard Rock Songs.

### Recepção crítica
| Críticas profissionais | Críticas profissionais |
| Avaliações da crítica  | Avaliações da crítica  |
| Fonte                  | Avaliação              |
| ---------------------- | ---------------------- |
| Under the Gun          | (positiva)             |
| Metalholic             | (positiva)             |
| Sound Análises         | [ 8 ]                  |

Sobre "Fashionably Late", Under the Gun falou, "Como a maioria do catálogo do grupo, a música oferece inúmeras letras tongue-in-cheek jogadas juntas contra uma melodia que é muito atraente para o seu próprio bem. É o tipo de música bem estruturada que fica presa em sua mente". Metalholic afirmou, "'Fashionably Late' está no extremo oposto do espectro em comparação com 'Alone'. Onde 'Alone' tem rap e é intenso e com raiva, 'Fashionably Late' é otimista, completamente easy-going e tem uma vibe de rock mais pop. Falling in Reverse tem um talento especial para criar melodias, grandes ganchos com refrões pegajosos e 'Fashionably Late' não é diferente". Já, Sound Análises disse: "Ronnie Radke continua demonstrando grande talento em compor as melodias nas músicas, porém se formos comparar essa música com as do primeiro álbum, ela infelizmente continua muito abaixo da média[...] Um solo teria caído muito bem nela".

## Lista de faixas
"Fashionably Late" foi escrita e composta por Ronnie Radke.
| N.º | Título             | Duração |  |
| 1.  | "Fashionably Late" | 3:33    |  |

## Histórico de lançamento
| Região         | Data               | Gravadora       | Formato          | Ref    |
| -------------- | ------------------ | --------------- | ---------------- | ------ |
| Estados Unidos | 21 de maio de 2013 | Epitaph Records | Download digital |        |
| Reino Unido    | 21 de maio de 2013 | Epitaph Records | Download digital | [ 10 ] |

## Posições
| País           | Parada (2013)            | Posição |
| -------------- | ------------------------ | ------- |
| Estados Unidos | Billboard Rock Songs     | 46      |
| Mundo          | Top 10 Most Viral Tracks | 2       |